# Ridha Wahdaniyati
Ridha Wahdani Yaty Ridwan (ur. 13 października 1991) – indonezyjska zapaśniczka w stylu wolnym. Dziewiąta na igrzyskach azjatyckich w 2018. Złota medalistka igrzysk Azji Południowo-Wschodniej w 2011; trzecia w 2009 i 2013 roku. Dziewiąta na mistrzostwach Azji z 2007 roku.